# Annick Clouvel
Pour les articles homonymes, voir Clouvel et Michon.
Annick Clouvel, née Michon le 15 octobre 1963 à Saint-Rambert-sur-Loire, est une athlète française, spécialiste des courses de fond. Elle est l'épouse de Pascal Clouvel, également athlète, et la mère d'Élodie Clouvel, médaillée d'argent au pentathlon moderne lors des Jeux olympiques de 2016 et de 2024.

## Palmarès
- Championnats de France d'athlétisme :
  - vainqueur du 10 000 m en 1991
  - vainqueur du marathon en 1998
  - vainqueur du semi-marathon en 1993
- Elle remporte la médaille de bronze par équipes à l'occasion des Championnats du monde de cross-country 1993 à Amorebieta-Etxano en Espagne.

## Records
| Épreuve  | Performance     | Lieu | Date |
| -------- | --------------- | ---- | ---- |
| 10 000 m | 33 min 1 s 66   |      | 1994 |
| Marathon | 2 h 38 min 24 s | Albi | 1998 |